# Л'Ольєрія
Л'Ольєрія, Ольєрія (валенс. L'Olleria (офіційна назва), ісп. Ollería) — муніципалітет в Іспанії, у складі автономної спільноти Валенсія, у провінції Валенсія. Населення — 8660 осіб (2010).

## Географія
Муніципалітет розташований на відстані близько 320 км на південний схід від Мадрида, 65 км на південь від Валенсії.

## Демографія
Динаміка населення (INE ):

## Галерея зображень

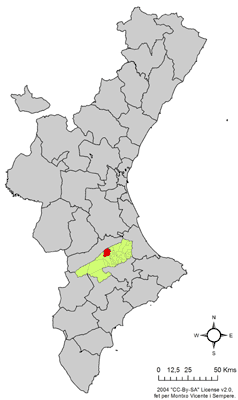
Розташування муніципалітету Л'Ольєрія у автономній спільноті Валенсія
Розташування муніципалітету Л'Ольєрія у комарці Вальє-де-Альбайда